# Mangarevasångare
Mangarevasångare (Acrocephalus astrolabii) är en utdöd fågel i familjen rörsångare inom ordningen tättingar.

## Utseende och levnadssätt
Mangarevasångaren var en stor (18 cm), ranglig rörsångare som ger ett rätt ovårdat intryck. Näbben är lång och benen är påfallande kraftiga. Varken läten eller beteende finns dokumenterade.

## Utbredning och systematik
Mangarevasångare förekom på ön Mangareva i Gambieröarna. Tidigare har den betraktats som underart till marianersångare.

### Familjetillhörighet
Rörsångarna behandlades tidigare som en del av den stora familjen sångare (Sylviidae). Genetiska studier har dock visat att sångarna inte är varandras närmaste släktingar. Istället är de en del av en klad som även omfattar timalior, lärkor, bulbyler, stjärtmesar och svalor. Idag delas därför Sylviidae upp i ett flertal familjer, däribland Acrocephalidae.

## Status
Den är enbart känd från två exemplar och anses vara utdöd.

## Namn
Fågelns vetenskapliga artnamn astrolabii kommer från L’Astrolabe, franske upptäcktsresande Jules Dumont d’Urvilles flaggskepp varmed han utforskade Stilla havet 1838–1839.